# Seimas
A Seimas a litván parlament neve. 141 tagját négy évre választják. A törvényhozó testület tagjainak egyik felét (71 képviselőt) egyéni választókerületekben, másik felét (70 képviselőt) az országos listán arányos képviselet alapján választják meg. Egy pártnak 5%-ot, pártok szövetségének 7%-ot kell elérnie, hogy képviseltethesse magát a Seimasban.